# Johannes Kottjé
Johannes Kottjé (* in Augsburg) ist ein deutscher Architekt und Fachbuch-Autor.

## Leben
Johannes Kottjé studierte Architektur an der RWTH Aachen. Er beendete sein Studium als Diplom-Ingenieur. Bereits während seines Studiums wandte er sich der Bauschadensforschung und der Architekturpublizistik zu und arbeitete nach seinem Studium mehrere Jahre im Bausachverständigenbüro von Rainer Oswald sowie in dessen Aachener Institut für Bauschadensforschung und angewandte Bauphysik gGmbH. Nebenbei schrieb er erste Bücher in den Bereichen Architektur und Baukonstruktion, teilweise gemeinsam mit Oswald. Heute lebt Kottjé in Marktredwitz und Königswinter und ist selbstständig tätig als Bausachverständiger und Autor von Architektur-Fachbüchern und Zeitschriftenartikeln.
Einem größeren Publikum wurde Kottjé vor allem durch seine Bücher Wohnhäuser aus Stahl sowie PUR! Die neue Schlichtheit anspruchsvoller Wohnhäuser bekannt. Auch mit dem Bauen im Bestand beschäftigte sich Kottjé, so etwa in seinem Band Neues Wohnen in alten Fachwerkhäusern. Um innenarchitektonische Themen geht es in seinen Büchern über Einbaumöbel und anderes individuell entworfenes Mobiliar.

## Schriften
- Wohnhäuser aus Stahl. Zeitgemäße Architektur für lichtdurchflutete Räume. DVA, München 2003.
- Reihenhäuser, Doppelhäuser. Mit Architekten kostengünstig und hochwertig bauen. DVA, München 2004.
- (mit Rainer Oswald und Silke Sous): Schwachstellen beim kostengünstigen Bauen. Fraunhofer IRB-Verlag, Stuttgart 2004.
- Pur! Die neue Schlichtheit anspruchsvoller Wohnhäuser. DVA, München 2005.
- Neue Dachausbauten. Umbauen und Aufstocken, anspruchsvoll und ökonomisch. DVA, München 2005.
- (mit Rainer Oswald und Silke Sous): Kostengünstig Bauen, Schäden vermeiden. DVA, München 2005.
- Die neuen Holzhäuser. Bauen mit einem natürlichen Material. DVA, München 2006.
- Welches Haus passt zu mir? Konstruktion, Material, Typ. DVA, München 2006.
- ECO-Häuser. Anspruchsvolle Häuser mit günstigen Unterhaltskosten. DVA, München 2007.
- (mit Rainer Oswald und Klaus Wilmes): Weiße Wannen, hochwertig genutzt. Fraunhofer IRB-Verlag, Stuttgart 2007.
- Life & Style. Wie Singles und Paare wohnen. DVA, München 2007.
- So entsteht ein Holzhaus. Von der Planung bis zum Einzug. DVA, München 2007.
- Neues Wohnen in alten Fachwerkhäusern. Häuser mit Charme, attraktiv umgebaut und stilvoll renoviert. DVA, München 2008.
- Einbaumöbel. Intelligente Lösungen im Detail. DVA, München 2008.
- PURISSIMO. Aktuelle Beispiele minimalistischer Wohnhäuser. DVA, München 2008.
- Individuell wohnen in Reihen- und Doppelhäusern. Großzügig, ungewöhnlich, attraktiv. DVA, München 2009.
- Bungalows und Atriumhäuser heute. Komfortabel wohnen auf einer Ebene. DVA, München 2009.
- Modernes Wohnen auf dem Land. Naturnah und zeitgemäß leben. DVA, München 2009.
- 10 Häuser. Entwürfe von fabi architekten. Shaker Media, Aachen 2010.
- Wohnen zwischen drinnen und draußen. Wintergärten, Terrassen und andere fantasievolle Refugien. DVA, München 2010.
- Individuelle Möbelgestaltung für Büros und Praxen. DVA, München 2010.
- 55 Treppen für Wohnhäuser. Material, Konstruktion, Raumwirkung. DVA, München 2010.
- Einbaumöbel, Multifunktionsmöbel. Intelligente Lösungen im Detail. DVA, München 2011.
- Häuser, die guttun: Modern bauen und renovieren in bewährten Formen. DVA, München 2011.
- Holzhäuser heute: Nachhaltig und kostengünstig bauen. DVA, München 2012.
- Individueller Innenausbau mit Möbeln: Gesamtkonzepte vom Eingang bis zum Dachgeschoss. DVA, München 2013.
- Fußböden: Attraktive Wohnbeispiele für Neubau und Modernisierung. DVA, München 2013.
- Siedlungshäuser der 1930er bis 1960er Jahre modernisieren: Anbauen, umbauen, renovieren. DVA, München 2013.